# つくば薬科大学
つくば薬科大学は、2010年春、茨城県筑西市に設置予定だった私立大学。学校法人広沢学園、株式会社廣澤製作所（当時。その後、株式会社廣澤精機製作所に商号変更）が設置者となって設置される予定だった。
定員は100名。薬学部新制度にもとづく薬学科単科の6年制大学。
最速で 2006年の設置が予定されていたが、地元の市町村合併に伴う手続きの問題などで、開設が繰り延べられ、2009年1月31日付の『読売新聞』茨城版にて「経営が困難になるおそれがある」などの理由から設置が見送られることが報じられた。2009年時点で、広沢グループの施設が集まっている「ザ・ヒロサワ・シティ」と名付けられた敷地の中に建物は完成している。

## 設置学部
- 薬学部